# 藤里町立義務教育学校藤里学園
藤里町立義務教育学校藤里学園（ふじさとちょうりつ ぎむきょういくがっこうふじさとがくえん）は、秋田県山本郡藤里町にある公立義務教育学校。

## 概要
- 本校は、町による今後の学校教育の在り方について協議がなされた結果、小中一貫校に進む方向が示されたことにより、藤里小学校と藤里中学校が統合し開校する。

## 沿革
- 2020年（令和2年）8月13日 - この日から翌年3月25日まで、校舎建設工事実施[2]。
- 2021年（令和3年）
  - 6月8日 - 令和3年度藤里町議会第2回定例議会にて、関連条例が可決し、校名を「藤里町立義務教育学校藤里学園」とする事を正式に決定[3]。
  - 7月28日 - この日から2023年（令和5年）3月20日まで、改修工事実施[4]。
- 2023年（令和5年）
  - 4月1日 - 藤里中学校と藤里小学校が統合し、開校。校舎は、藤里小学校校舎を改築（一部増築）した上で、継続使用する[5]。
  - 4月7日 - 第1回入学式挙行。最初の新入生は1年生14名と7年生（中学1年生相当）15名[6]。
  - 4月16日 - 開校式挙行[7]。
- 2024年（令和6年）3月10日 - 第1回卒業式挙行。最初の卒業生は10名[8]。

## 学区
- 藤里町全域

## アクセス
- 秋北バス「粕毛」バス停下車後、徒歩約815m・約13分。
  - なお、バス停から学校敷地まで、最短直線距離で約400m程だが、道路と校門の位置関係で約2倍の距離となる。

## 周辺
- 藤里町立藤里幼稚園 - 町道をはさんで敷地が隣接、かつ前期課程への進級前幼稚園。
- 青森県道・秋田県道317号西目屋二ツ井線
- 藤琴川
- 藤里町学校給食センター
- 藤里町役場
  - 三世代交流館
- 藤琴郵便局